# Holopeplus gundlachi
Holopeplus gundlachi is een keversoort uit de familie Mycteridae. De wetenschappelijke naam van de soort is voor het eerst geldig gepubliceerd in 1878 door Grouvelle.